# Graeme Brown
Graeme Allen Brown (ur. 9 kwietnia 1979 w Darwin) – australijski kolarz torowy i szosowy, dwukrotny mistrz olimpijski i dwukrotny medalista torowych mistrzostw świata.

## Kariera
Pierwszy sukces w karierze Graeme Brown odniósł w 1997 roku, kiedy został mistrzem świata juniorów w drużynowym wyścigu na dochodzenie. W 2000 roku brał udział w igrzyskach olimpijskich w Sydney, gdzie zajął piąte miejsce w tej samej konkurencji. Dwa lata później, podczas igrzysk Wspólnoty Narodów w Manchesterze zdobył złote medale w drużynowym wyścigu na dochodzenie i scratchu. Na rozgrywanych w 2003 roku mistrzostwach świata w Stuttgarcie Australijczycy w składzie: Peter Dawson, Brett Lancaster, Luke Roberts i Graeme Brown wywalczyli złoty medal w drużynowym wyścigu na dochodzenie, a na igrzyskach w Atenach w 2004 roku wspólnie z Lancasterem, Robertsem i Bradleyem McGee zdobył złoty medal olimpijski w tej samej konkurencji. Na greckich igrzyskach najlepszy okazał się także w madisonie (startując w parze ze Stuartem O’Gradym). Medal zdobył także na mistrzostwach świata w Manchesterze w 2008 roku, gdzie wraz z kolegami z reprezentacji zajął trzecie miejsce w drużynowym wyścigu na dochodzenie. W tej konkurencji wystąpił również na igrzyskach olimpijskich w Pekinie, gdzie Australijczycy zajęli czwartą pozycję.